# Зарубкино
Зару́бкино (рос. Зарубкино, ерз. Заропка) — село у складі Зубово-Полянського району Мордовії, Росія. Адміністративний центр Зарубкинського сільського поселення.
Населення — 256 осіб (2010; 257 у 2002).
Національний склад станом на 2002 рік:
- мордва — 100 %